# Heinrich Wilhelm Bensen
Heinrich Wilhelm Bensen (* 12. September 1798 in Erlangen; † 10. Januar 1863 in Rothenburg ob der Tauber) war ein deutscher Lehrer und Historiker.

## Leben
Als Sohn eines Hochschullehrers geboren, studierte Bensen nach dem Besuch des Erlanger Gymnasiums evangelische Theologie in Erlangen, Halle und Berlin. 1816 war er Mitstifter der Burschenschaft Teutonia Erlangen und 1819 wurde er Mitglied der Alten Halleschen Burschenschaft Germania. Neben seinem Studium in Halle arbeitete er als Lehrer bei der Franckeschen Stiftung. 1820 wurde er Gymnasiallehrer in Erlangen. Er wurde zum Dr. phil. promoviert. Bensen gehörte dem Jünglingsbund an. 1822 wurde er Subrektor und Gymnasiallehrer in Rothenburg ob der Tauber. 1832 nahm er am Hambacher Fest teil. 1848 wurde er ordentliches Mitglied der Akademie der Wissenschaften in München. Er war auch Mitglied einer Freimaurerloge.

## Veröffentlichungen (Auswahl)
- Geschichte des Bauernkriegs in Ostfranken... Erlangen 1840.
- Die Proletarier, eine historische Denkschrift. Stuttgart 1847.
- Ein Hospital im Mittelalter. Regensburg 1853.
- Das Verhängniß Magdeburgs. Eine Geschichte aus dem grossen Zwiespalt der teutschen Nation im 16ten und 17ten Jahrhundert. Schaffhausen 1858.
- Hieroglyphen und Buchstaben. Eine historische Studie. Schaffhausen 1860.